# Joaquin Miller
Joaquin Miller, pseudonimo di Cincinnatus Heine (or Hiner) Miller (Liberty, 8 settembre 1837 – Oakland, 17 febbraio 1913), è stato un poeta, drammaturgo e giurista statunitense soprannominato il poeta delle Sierras o anche Byron of the Rockies.
Il biografo Peterson ricorda che la britannica Westminster Review ha sostenuto che la sua poesia fosse paragonabile a quella di Walt Whitman senza le medesime grossolanità.
Si tratta di un poeta che pretende d'incarnare lo spirito della frontiera statunitense. Questo gli ha permesso di riscuotere un considerevole successo anche in Inghilterra: stando infatti a quanto scrive Bayard Taylor nel 1876, gli Inglesi anteposero la pretesa fierezza di Joaquin Miller alla musa pura e serena di Longfellow. Certo la sua è stata una vita avventurosa, tuttavia non si sa quanto l'abbia ritoccata: c'è chi l'ha infatti definito un bugiardo.
Quanto alla qualità poetica, Henry Cuyler Bunner gli rimprovera di aver posto impropriamente il suono Goethe in rima con teeth. Lo stesso Miller afferma: Sarei perduto se dovessi affermare la differenza tra un esametro e un pentametro per salvare il mio scalpo.

## Biografia

### Incertezze sui primi anni di vita
Figlio di Hulen Miller e Margaret Witt, nasce l'8 settembre del 1837 presso Liberty, in Indiana. Tuttavia, sosterrà poi, per motivi più o meno conosciuti, di essere nato il 10 novembre 1841 presso Millersville, sempre in Indiana - forse per gloriarsi del fatto che tale città, diceva, era stata fondata dal padre mentre emigrava verso ovest.
Cresce tuttavia nell'Oregon, presso la Willamette Valley, com'era nota allora (si tratta dell'odierna Contea di Lane). Pare che si sia trasferito lì all'età di quattordici o sedici anni; tuttavia, ci sono documenti che fanno risalire il trasferimento al 1842, cioè a quando di anni ne aveva solo cinque.

### Corsa all'oro californiano
Comunque, da adulto prende parte alla Corsa all'oro californiana, già iniziata nel 1848. Si trasferisce presso Portuguese Flat, dove vive per un anno presso gli indiani del posto ed è persino ferito da uno di questi durante un combattimento. Su queste esperienze baserà diversi suoi lavori (Life amongst the modocs, An Elk Hunt, The Battle of Castle Crags).
Convivendo con altri cercatori presso le miniere, lavora come cuoco, ma contrae lo scorbuto.
Nel 1857 prende parte ad una spedizione punitiva contro la Pit River Tribe, presso la quale pareva si rifugiasse l'assassino di un uomo bianco. Dichiarerà poi di essersi invece schierato a favore dei nativi: per questo l'avrebbero anzi espulso dalla città. Concorrerebbe a ciò il presunto matrimonio, che risalirebbe proprio al 1857, con una donna modoc, una certa Paquita, con la quale avrebbe vissuto presso il McCloud River; più probabilmente, si è trattato piuttosto di una convivenza.
Lavora poi come Pony Express e, occasionalmente, trae profitto anche dal furto di cavalli. Per il furto di un castrone del valore di 80$ e della sua sella, che ne valeva 15$, finisce in una prigione della Contea di Shasta per breve tempo. Pare che anche dopo la sua vita abbia continuato ad essere così avventurosa.

### Ritorno nell'Oregon
Grazie ai 3.000$ guadagnati da Pony Express, si trasferisce nell'Oregon. Grazie all'interessamento dell'amico senatore Joseph Lane, nel 1862 diventa editor del Democratic Register di Eugene. Si avvia così alla carriera giornalistica, ma rimane poco meno di un anno, da marzo a settembre. Non è rimasto niente del suo lavoro di allora, ma pare che abbia simpatizzato per i Confederati finché non è stato costretto a lasciare.
L'8 settembre 1862 conosce Theresa Dyer a Port Orford e la sposa quattro giorni dopo in casa sua. Ad entrambi interessa la poesia. Gli darà tre figli: il terzo, Henry Mark, sarà la causa del loro divorzio nel 1870, poiché, a detta della Dyer, Miller è stato del tutto negligente verso l'ultimo arrivato e anzi era troppo poco presente in casa. A complicare le cose, Miller aveva intrattenuto una relazione sentimentale con la Menken, nota attrice e artista molto versatile. Sarà pertanto condannato a pagare 200 $ di alimenti. Tale divorzio impedirà a Miller, secondo la sua visione dei fatti, di essere eletto membro dell'Oregon Supreme Court.
Nel 1864 è eletto giudice della Contea di Grant. Allora si trasferisce a Canyon City, dove ancora oggi è conservata la sua residenza rurale.

### Esordio letterario
Nel 1868 pubblica a proprie spese cinquecento copie della sua prima raccolta poetica, intitolata Specimens. Non riesce però a rientrare nelle spese. È un insuccesso che lo scuote, ma che non gli impedisce di ritentare, l'anno dopo, con una seconda raccolta, Joaquin et al. . In precedenza, però, gli aveva fatto coraggio l'amico poeta Bret Harte, il quale lo aveva salutato come poeta a sua volta.
Nell'estate del 1870 si fa prestare soldi per un viaggio a San Francisco, dove rafforza il legame affettivo con lo scrittore Charles Warren Stoddard e la poetessa Ina Coolbrith: con entrambi intratteneva infatti corrispondenza da tempo. Il biografo Marberry riporta che Stoddard è venuto a prenderlo alla stazione e che Miller, dopo averlo salutato, gli ha detto: Well, let us go and talk with the poets (Orsù, andiamo e parliamo con i poeti).

### Viaggio in Inghilterra e rientro
Nel 1870 parte per l'Inghilterra, dove è celebrato come una stranezza della frontiera. La sua popolarità gli concede il privilegio di essere il secondo americano a far parte del Savage Club di Londra, dopo Julian Hawthorne, figlio del più noto Nathaniel. Proprio questo lo definisce un libertino e tuttavia gli riconosce fascino e carisma, come riporta Marberry. Un altro autore, Ambrose Bierce, riferendosi a lui in una differente occasione, lo ha definito il più grande bugiardo mai prodotto da questo Paese, anche se si riporta un'altra citazione che lo definisce, invece, l'uomo dal cuore più grande che abbia mai conosciuto.
Nel maggio del 1871 qui pubblica la raccolta Songs of the Sierras, dalla quale deriva il 
soprannome il poeta delle Sierras. Riceve critiche positive, soprattutto dai due Rossetti, Dante e William.

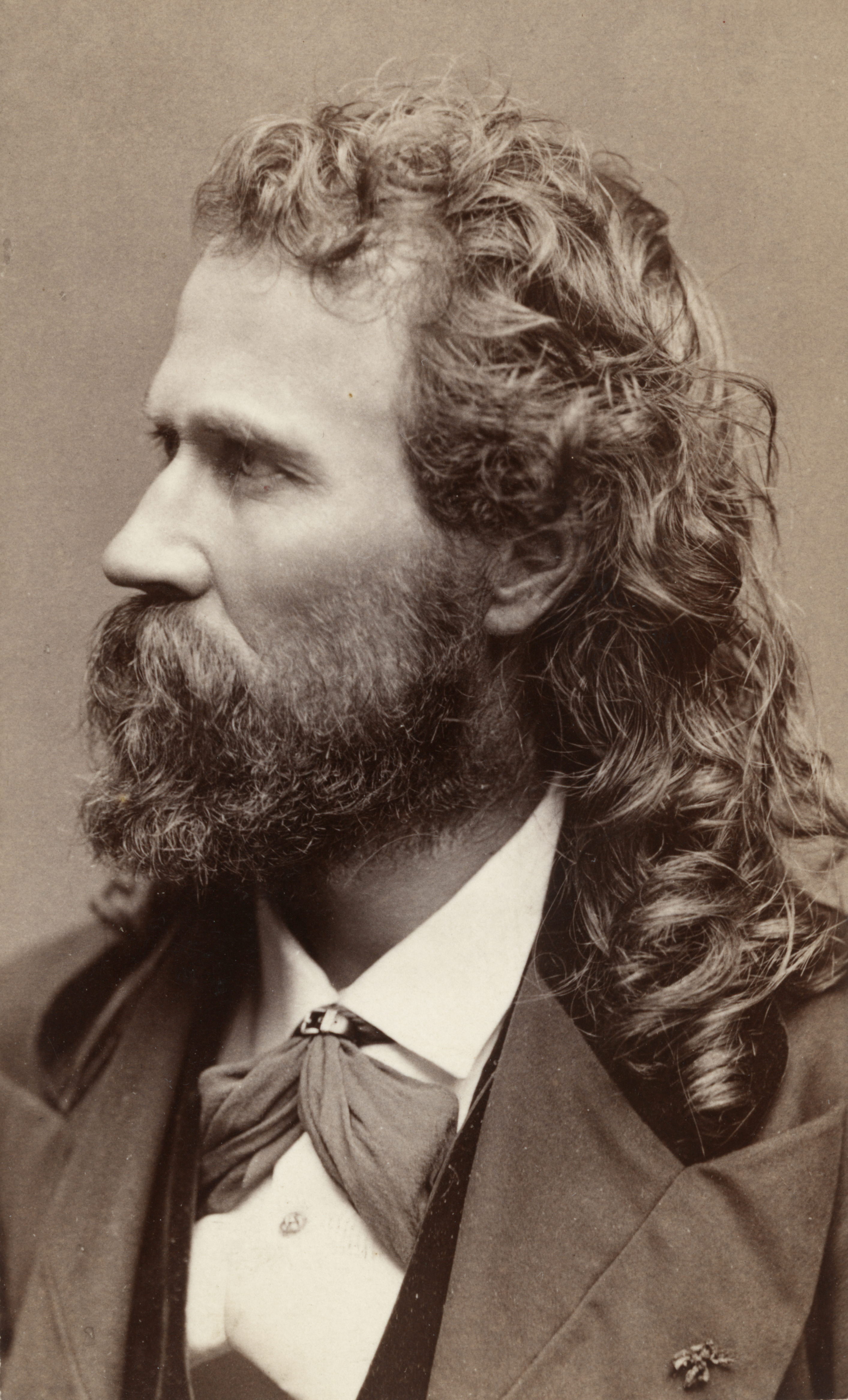
Miller (1875)

A settembre torna a New York, da dove era partito, e da lì muove verso Easton in Pennsylvania, dove si trova il fratello morente. Di lì a poco muore anche il padre. Finalmente, fa ritorno in California.

### Drammaturgo
Nel 1877 adotta la composizione First Fam'lies of the Sierras per il teatro con il titolo The Danites, or, the Heart of the Sierras. C'è la première il 22 agosto, con l'affermato attore McKee Rankin nel ruolo del protagonista. L'opera è dichiaratamente anti-mormonica e verte sulla figlia di uno degli assassini del fondatore Joseph Smith. L'autore si è poi pentito del tono così polemico.
Recensendola, però, lo Spirit of the Times spegne l'iniziale entusiasmo evidenziandone l'ordinarietà. Tuttavia, il successo continua e ci sono altre rappresentazioni in diverse città.
Nel 1879 Miller si sposa a New York con Abigail Leland.

### Ritiro sulleHights
Nel 1886 pubblica il romanzo The Destruction of Gotham, nel quale la protagonista è una prostituta. Proprio quell'anno, si trasferisce ad Oakland, dove si costruisce una casa che poi battezza "The Hights". Qui costruisce attorno a sé un circolo letterario nel quale confluirà Yone Noguchi nel 1894. Noguchi, anzi, vive presso Miller, che considera un maestro, aiutandolo nei lavori domestici in cambio dell'affitto pagato: Noguchi, successivamente, scriverà che si è trattato di anni difficili.
Nel 1897 viaggia nello Yukon, in Canada, come corrispondente di un giornale ed arriva fino in Alaska. Sebbene riferisca che si tratti di un viaggio tranquillo, deve farsi amputare due dita dei piedi a causa del congelamento.
Muore il 17 febbraio 1913 circondato da amici e parenti. Pare che le sue ultime parole siano state: Take me away; take me away!. Avrebbe voluto essere cremato: aveva infatti predisposto una pira nella sua proprietà sulle Hights. Non voleva affatto una cerimonia religiosa, ma le autorità insistono e, durante il funerale, il predicatore lo saluta come l'ultimo dei grandi poeti americani. Successivamente, gli amici esaudiscono le sue ultime volontà.
Non avendo lasciato testamento, la villa delle Hights, valutata 100000 $, è divisa tra la terza moglie e la figlia.

## Opera
La poesia Columbus è stata per molti anni una delle poesie più conosciute e rappresentative della Letteratura statunitense, tanto che la insegnavano nelle scuole e i bambini la recitavano.
Oggi è soprattutto ricordato per alcuni versi di Burns and Byron:
In men whom men condemn as ill
I find so much of goodness still.
In men whom men pronounce divine
I find so much of sin and blot
I do not dare to draw a line
Between the two, where God has not.

### Elenco delle opere
- Specimens (1868)
- Joaquin et al. (1869)
- Pacific Poems (1871)
- Songs of the Sierras (1871)
- Songs of the Sun-Lands (1873)
- Life Amongst the Modocs (1873)
- Arizonian (1874)
- First Fam'lies of the Sierras (1875–76)
- The One Fair Woman (1876)
- The Baroness of New York (1877)
- The Danites (1878)
- Songs of Italy (1878)
- The Destruction of Gotham (1886)
- Songs of the Soul (1896)
- True Bear Stories (1900)
- Chants for the Boer (1900)
- The Complete Poetical Works of Joaquin Miller (1902)
- As It Was in the Beginning (1903)
- The Building of the City Beautiful (1905)
- Light: A Narrative Poem (1907)
- Joaquin Miller's Poems (1909–1910)
- The Danites in the Sierras (1910)
- 49: The Gold-Seekers of the Sierras (1910)
- An Elk Hunt
- The Battle of Castle Crags